# 37853 Danielbarbier
37853 Danielbarbier è un asteroide della fascia principale. Scoperto nel 1998, presenta un'orbita caratterizzata da un semiasse maggiore pari a 2,4426184 UA e da un'eccentricità di 0,1699167, inclinata di 3,33195° rispetto all'eclittica.